# Fer Niño
Fer Niño, właśc. Fernando Niño Rodríguez (ur. 24 października 2000 w Rocie) – hiszpański piłkarz występujący na pozycji napastnika w hiszpańskim klubie RCD Mallorca, do którego jest wypożyczony z Villarrealu CF. Młodzieżowy reprezentant Hiszpanii.